# Freaky Fukin Weirdoz
Freaky Fukin Weirdoz ist eine 1988 gegründete Crossover-Band aus München, mit Einflüssen aus Nu Funk und Funk.

## Geschichte
Die Band spielte u. a. im Vorprogramm von Faith No More, Bad Brains und White Zombie. Auf dem Album Mao Mak Maa gab es bei der Cover-Version des Ian-Dury-Klassikers Hit Me (With Your Rhythm Stick) ein Duett mit Nina Hagen. 2001 löste sich die Band nach 13 Jahren faktisch auf, gab aber von 2002 bis 2006 noch jedes Jahr ein Konzert für die Fans.
Bandmitglied Marco Minnemann war danach weiterhin als Schlagzeuger aktiv, Ben Esen hatte das Projekt gruba, Commander Zdanko und Gringo traten als DJs im Weirdelic Sound System auf, und Gitarrist RifKif machte Studioproduktionen (Rawaudiofront) und Gigs mit anderen Bands (z. B. LOSLOS).
2009 waren die Freaky Fukin Weirdoz wieder gemeinsam im Studio. Am 16. Oktober 2009 erschien ihr siebtes Album Oh My God.

## Diskografie

### Alben
- 1989: FFW
- 1990: Weirdelic
- 1991: Extra Play (EP)
- 1992: Senseless Wonder
- 1994: Mao Mak Maa
- 1995: Culture Shock
- 1998: Hula!
- 2007: Best of Six (Kompilation)
- 2009: Oh My God

### Singles
- 1992: Peggy Sue / Killer (Maxi)
- 1994: Hit Me (With Your Rhythm Stick) – feat. Nina Hagen
- 1994: Sticky Weed (Maxi)
- 1995: Respect
- 1996: Get Ya Brains Blown
- 1998: Surfin’ Bird (Maxi)
- 1998: Chaos